# 柯尼希瓦特山
48°6′56″N 17°1′23″E / 48.11556°N 17.02306°E

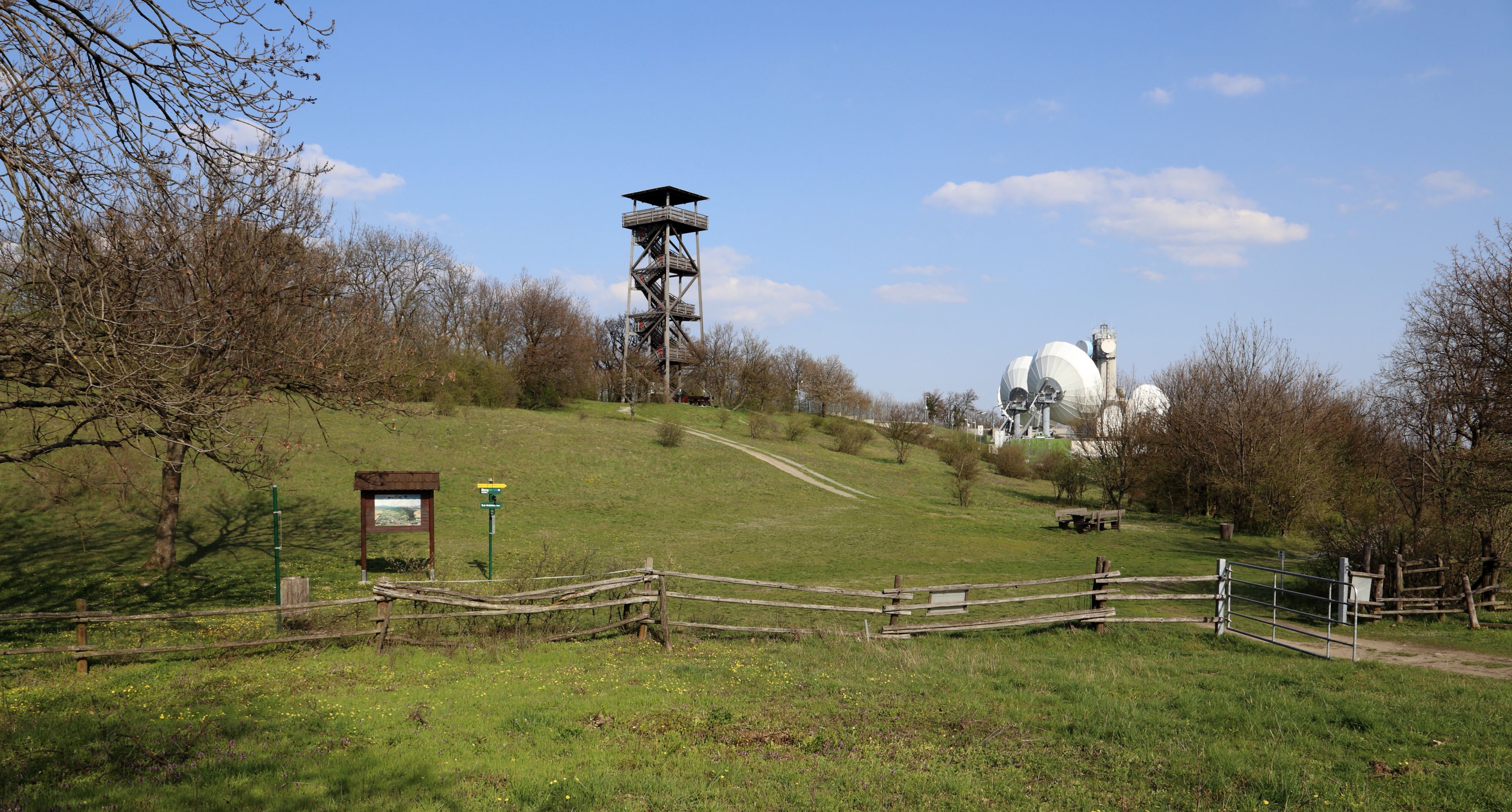

柯尼希瓦特山（德語：Königswarte），是奧地利的山峰，位於該國東北部，由下奧地利州負責管轄，屬於小喀爾巴阡山脈的一部分，距離洪茨海姆山5.3公里，海拔高度344米，每年平均降雨量847毫米。